# مود (بازیکن فوتبال)
مود (انگلیسی: Mode؛ زادهٔ ۱۴ ژوئن ۱۹۹۴) بازیکن فوتبال اهل اسپانیا است.
از باشگاه‌هایی که در آن بازی کرده‌است می‌توان به باشگاه فوتبال سویا اشاره کرد.